# Kopa Cwila
Kopa Cwila lub Kopiec Cwila (wg PRNG: Góra Cwyla) – sztuczne wzniesienie w warszawskiej dzielnicy Ursynów, na terenie parku Romana Kozłowskiego.

## Opis
Wzniesienie powstało w latach 70. XX wieku, z ziemi z wykopów pod budowę bloków i dróg. Trafiały na nią również prefabrykaty, które miały posłużyć do budowy okolicznych budynków mieszkalnych, ale uległy uszkodzeniu w transporcie. Pierwotnie w tym miejscu planowano park, którego centralną częścią miało być wzgórze.
Na pomysł usypania górki wpadł inż. Henryk Cwil (1920-1990), główny inspektor w Stołecznej Dyrekcji Inwestycji Spółdzielczych. Od jego nazwiska wzięła się zwyczajowa, a później oficjalna nazwa wzniesienia.

## W kulturze
W 1983 roku Oddział Zamknięty na stokach Kopy Cwila nakręcił teledysk do utworu Ten wasz świat. W 1998 roku ukazał się teledysk Molesta Ewenement do utworu Wiedziałem, że tak będzie, pochodzącego z ich debiutanckiego albumu Skandal (album); wykorzystano w nim ujęcia pochodzące z Kopy Cwila.
W styczniu i lutym 2021 roku SPInka Film Studio wyemitowało 3 kolejne odcinki (221–223) serialu Blok Ekipa o Kopie Cwila.